# Pélagonie
Cet article concerne la région de la Macédoine géographique. Pour la région administrative de Macédoine du Nord, voir Région de Pélagonie.

Pélagonie

La Pélagonie (grec : Πελαγονíα ou Pelagonía soit « angles ouverts » ou « larges pics » ; macédonien : Пелагонија ou Pelagonija) est une région de la Macédoine géographique. La Pélagonie antique correspond essentiellement au sud-ouest de l'actuelle Macédoine du Nord : elle était limitée à son extrême nord par la Dardanie, au nord et à l'ouest par l'Illyrie, à l'est par la Péonie et au sud par le royaume de Macédoine qui finit par l'englober au IVe siècle av. J.-C. sous le règne de Philippe II de Macédoine. Les inscriptions antiques sont grecques.
Aujourd'hui, la Pélagonie désigne une plaine partagée par la Macédoine du Nord et la Grèce, où se trouvent notamment les villes macédoniennes de Bitola et de Prilep et la ville grecque de Flórina. Elle désigne aussi une entité administrative de la Macédoine du Nord, la région statistique de Pélagonie, qui englobe la plaine proprement dite et ses environs montagneux.

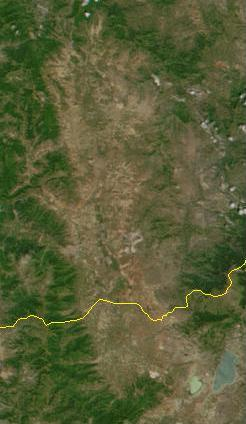
La plaine vue du ciel.
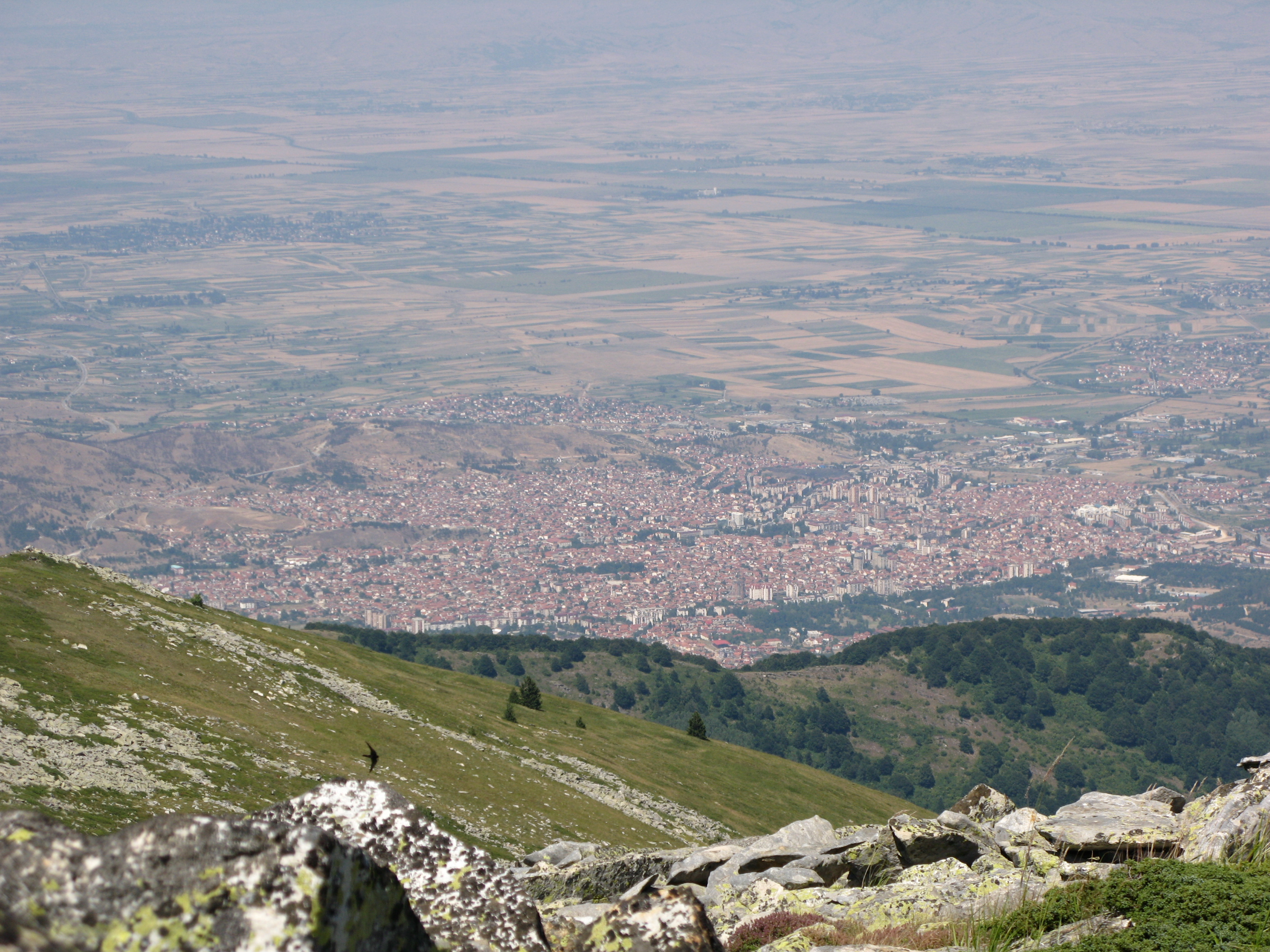
Bitola et la plaine pélagonienne.
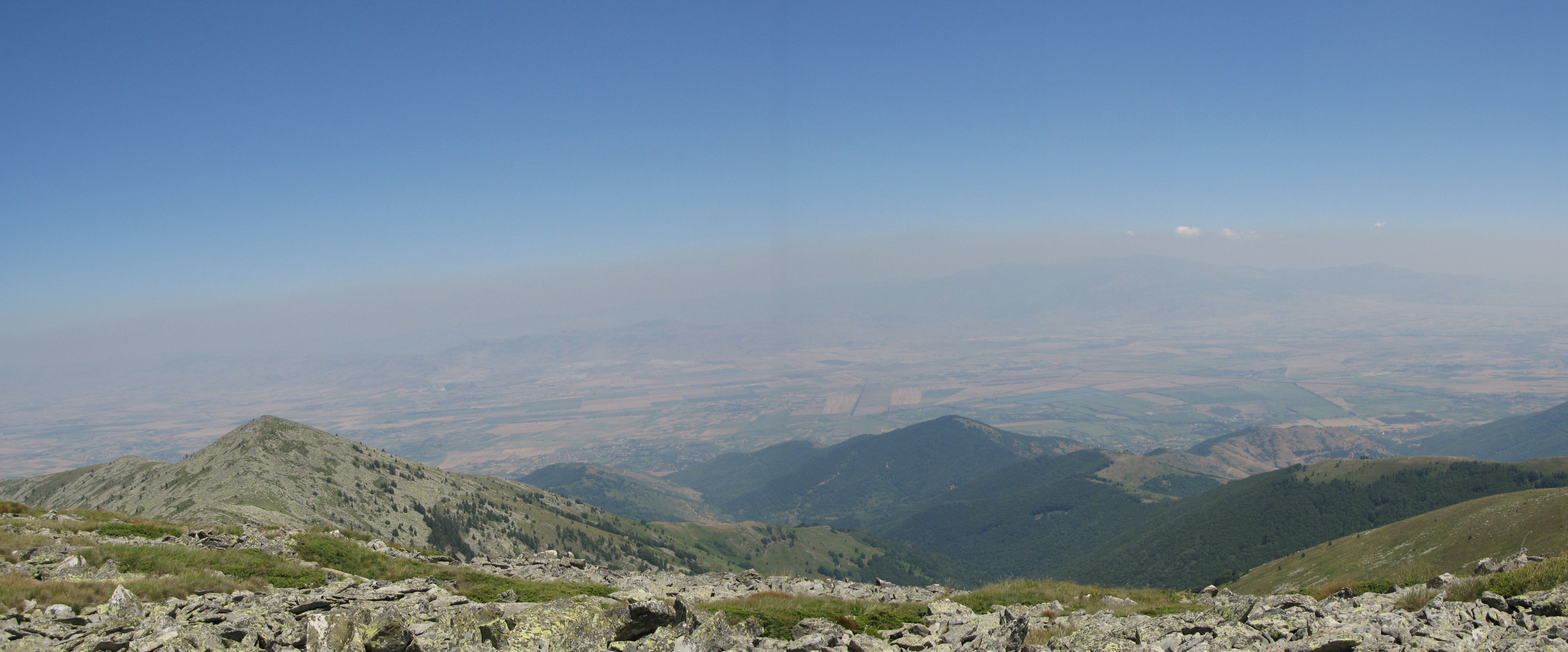
Vue sur la plaine depuis une montagne voisine.
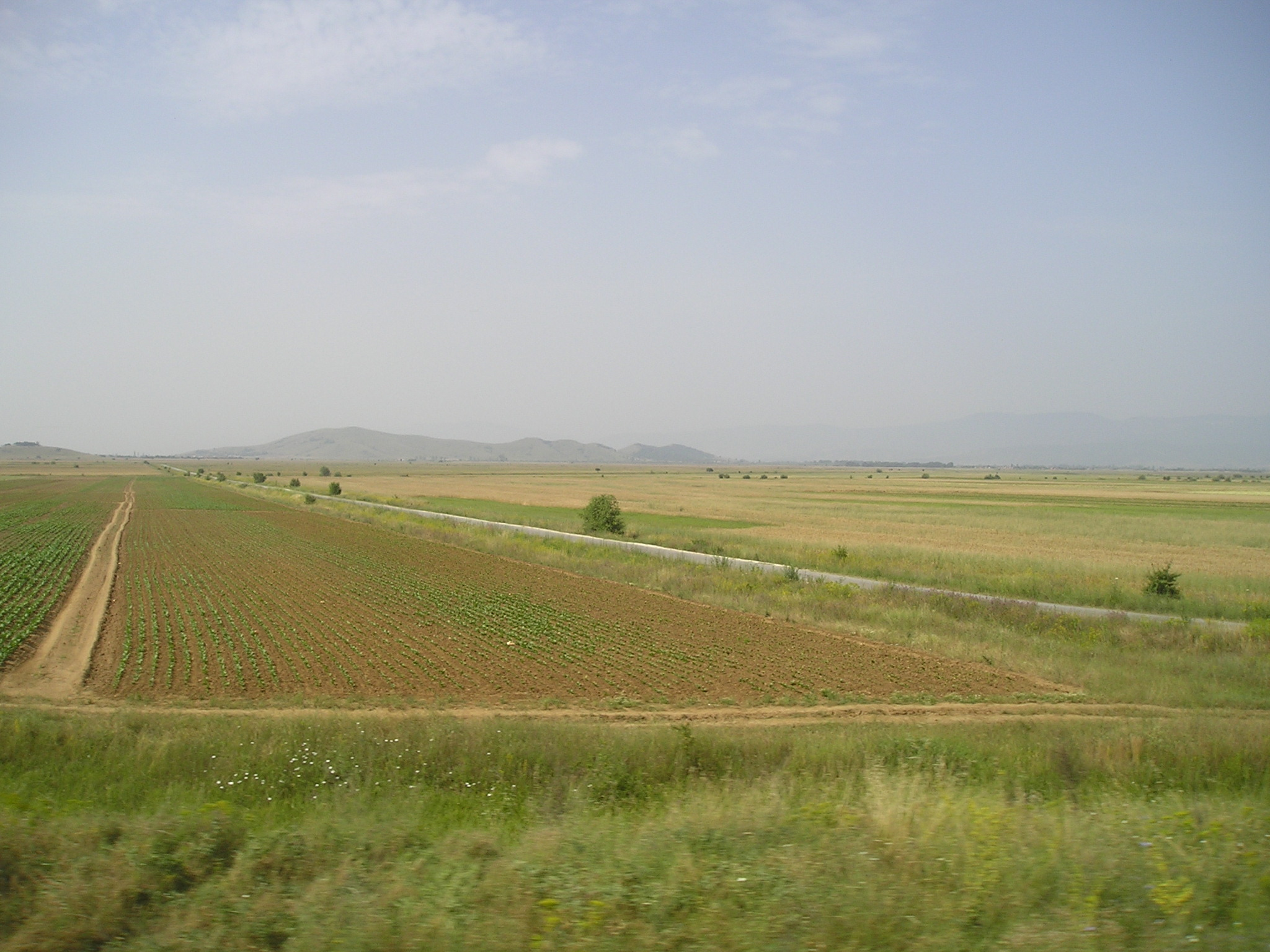
La plaine près de Prilep.
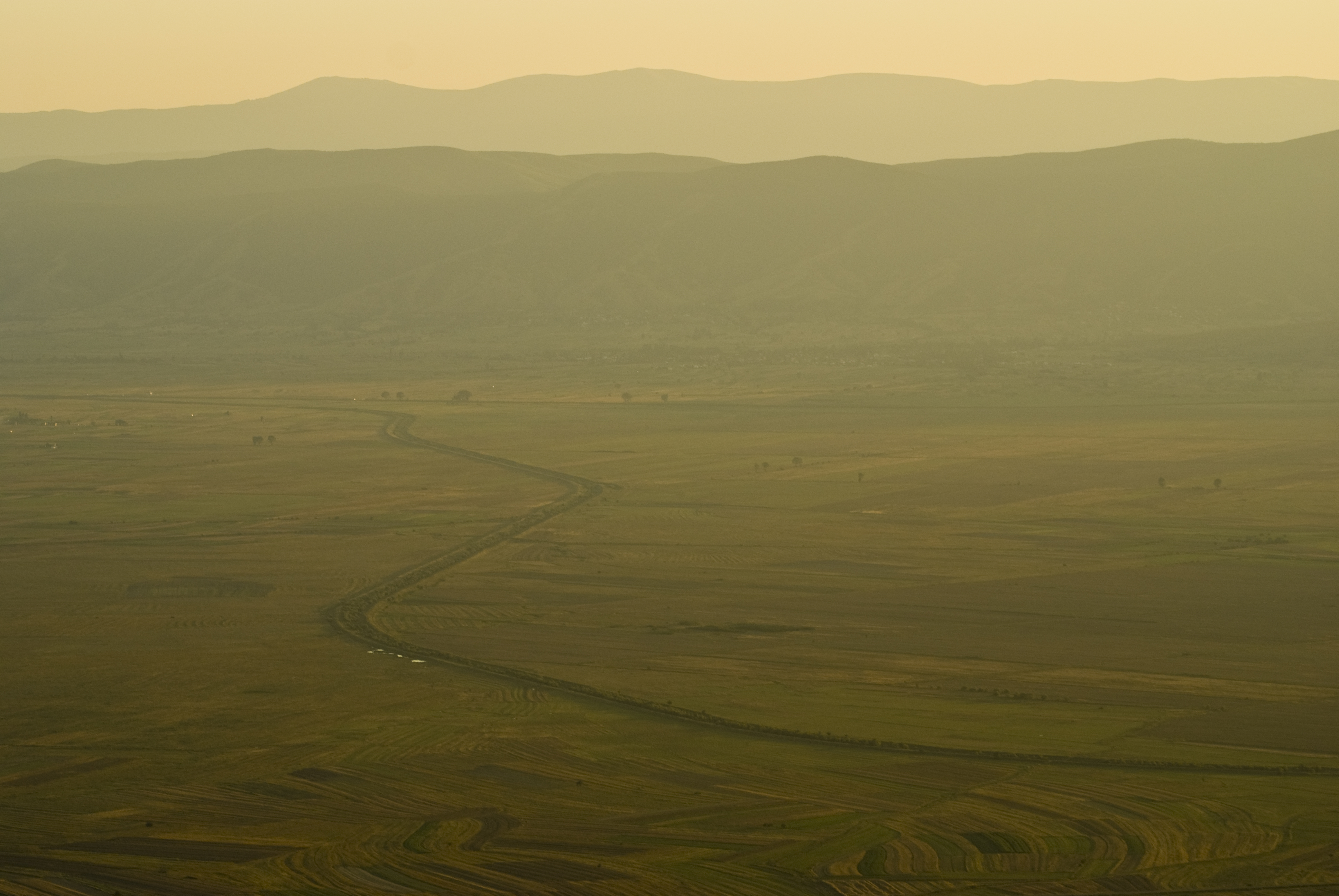
Champs en Macédoine.
La région statistique.